# مسجد کوتا کینابالو

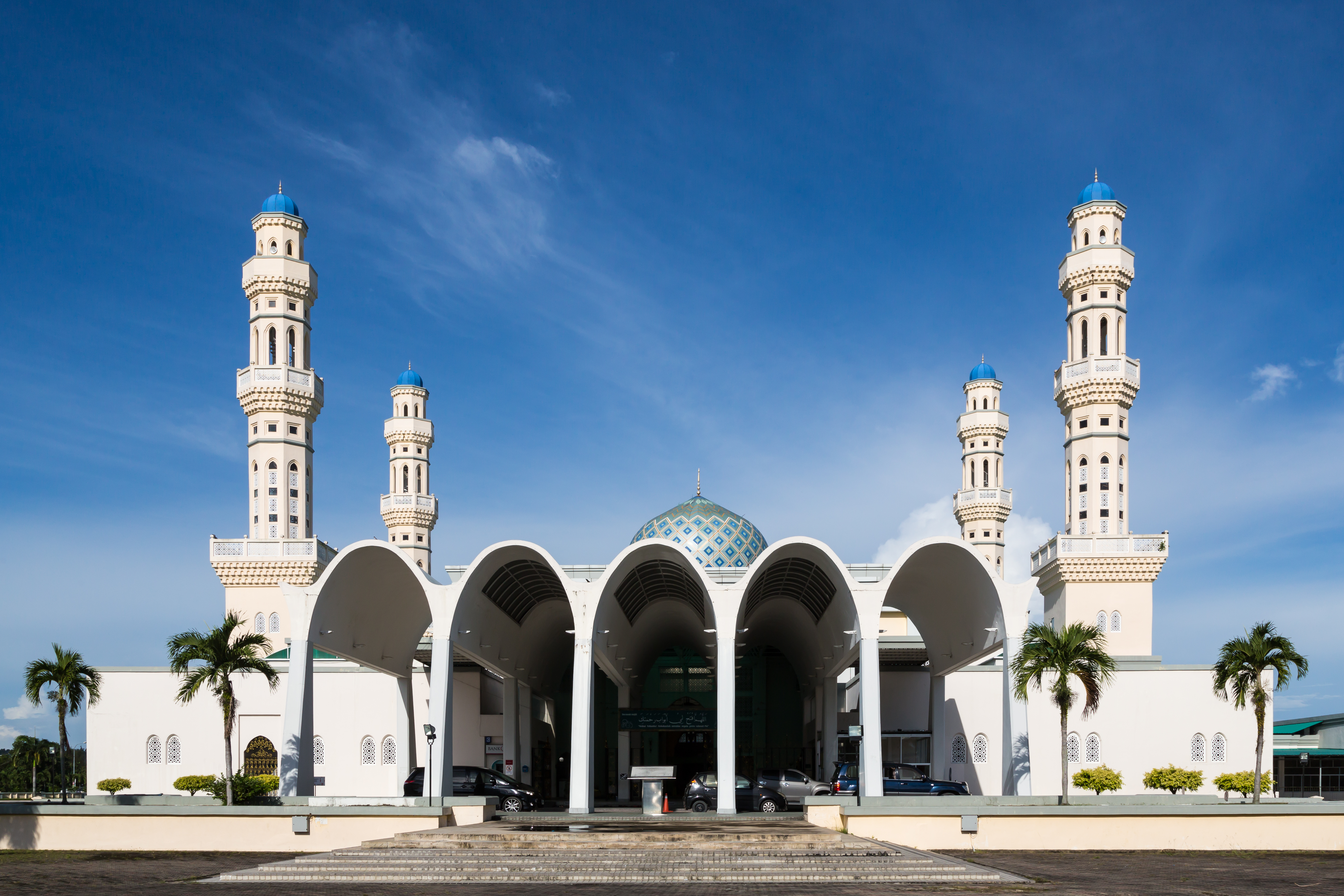

مسجد کوتا کینابالو دومین مسجد اصلی کوتا کینابالو، صباح، مالزی است. مقدمات ساخت این مسجد از ۱۹۸۹ شروع و در سال ۲۰۰۰ به صورت رسمی گشوده شد. ساخت مسجد ۳۴ میلیون رینگیت مالزیایی هزینه در برداشت. ساختار معماری مسجد بر پایهٔ مسجد النبی دومین مکان مقدس مسلمانان است.